# Gorenje (podjetje)
Gorenje je slovensko podjetje iz Velenja ki izdeluje in prodaja gospodinjske aparate ter belo tehniko. Podjetje je med največjimi slovenskimi neto izvozniki – izvozi 90 % konsolidiranih čistih prihodkov od prodaje. Spada med osem največjih proizvajalcev gospodinjskih aparatov v Evropi s 4 % tržnim deležem. Letna prodaja znaša 3,7 milijona velikih gospodinjskih aparatov v več kot 70 državah sveta. Največji delež prodaje dosega v Evropski uniji, kjer proda 57 %, v vzhodni Evropi 37 % in v ostalih državah 6 %. Skupina Gorenje proda 90 % izdelkov pod lastnimi blagovnimi znamkami: Gorenje, Hisense, Asko, Mora, Atag, Pelgrim, Etna, Körting in Sidex. 
Vrednostna struktura prihodkov od prodaje: gospodinjski aparati 83 %, notranja oprema 6 % in trgovina in storitve 11 %.
Družbo sestavlja krovna družba Gorenje, d. d., ter 101 družba, od tega 78 v tujini. Od leta 2018 je družba Gorenje v lasti Kitajskega podjetja Hisense. V začetku leta 2019, se je Gorenje iz delniške družbe (d.d.), preoblikovalo v družbo z omejeno odgovornostjo (d.o.o.).

## Zgodovina
Leta 1950 je bilo Gorenje ustanovljeno v vasici Gorenje po nalogu Jugoslovanske vlade z Ivanom Atelškom na čelu. Leta 1958 so začeli proizvajati štedilnike na trda goriva. Leta 1960 se je sedež družbe preselil v Velenje.  Leta 1961 so izvozili prvih 200 štedilnikov v Nemčijo.  V 1970ih je gorenje zaposlovalo 20.000 ljudi. Prodajno mrežo so razširili v zahodno Evropo (Nemčija, Avstrija, Francija, Danska in Italija) in Avstralijo. Leta 1978 je Gorenje kupilo nemško družbo Körting, s tem se je pojavila potreba po reaktivnem poslovnem letalu v Gorenju. V 1980ih se je izvoz razširil v Združeno kraljestvo in ZDA. V 1990ih je Gorenje širilo izvoz predvsem v vzhodno Evropo. Leta 1997 se je Gorenje preoblikovalo v delniško družbo. V skladu s pogodbo z Rotisom je Gorenje od leta 2006 izdelovalo oklepna vozila Patria AMV.

## Mejniki[2]
- 1950 podjetje gorenje ustanovljeno v občini Šmartno ob Paki kot proizvajalec kmetijske mehanizacije
- 1958 izdelana je bila prva serija štedilnikov na trda goriva
- 1960 gorenje se preseli v Velenje
- 1961 prve izvozne dobave v Nemčijo izvoženih 200 štedilnikov
- 1968 začetek proizvodnje sodobnih hladilnikov s kompresorji in pralnih strojev
- 1968 izdelan  miljonti gospodinjski aparat
- 1971 začetek proizvodnje kuhinjskega pohištva
- 1971 začetek proizvodnje črnobelih televizorjev
- 1972 aeroklub Velenje se preimenuje v Aeroklub Gorenje in je nosil to ime do leta 2012
- 1973 začetek letalske poslovne dejavnosti z letalom Piper 34 Seneca I
- 1978 gorenje kupi nemško podjetje Körting
- 1978 gorenje kupi prvo reaktivno poslovno letalo Cessna 500 Citation I
- 1979 začetek proizvodnje brzostrelke MGV-176
- 1980 vstop na trg ZDA in Združenega Kraljestva
- 1989 gorenje kupi drugo reaktivno poslovno letalo Cessna 550 Citation II
- 1990 vstop na trge vzhodne evrope, gorenje zaposluje 20.000 ljudi
- 1991 razkroj jugoslovanksega trga in isaknje novih priložnosti na tujih trgih
- 1991 gorenje za eksistenco postane največji slovenski izvoznik
- 1992 Šaleški rokometni klub v Velenju se poimenuje RK Gorenje Velenje
- 1997 podjetje postane delniška družba gorenje d.d.
- 2004 vstop slovenije v EU in stabilizacija trga
- 2005 nakup podjetja Mora Moravia Češka
- 2006 začetek proizvodnje hladilnika okrašenega z elementi Swarovski
- 2008 gorenje prevzame nizozemskega proizvajalca ATAG
- 2008 gorenje prične s proizvodnjo serije oklepnih vozil Patria AMV 8x8
- 2010 nakup podjetja ASKO Švedska
- 2013 13 % delnic prodano japonskemu podjetju Panasonic
- 2018 izdelan 100 miljonti gospodinjski aparat
- 2018 podjetje Hisense odkupi 95% delnic gorenja d.d. in postane večinski lastnik gorenje zaposluje 11.000 ljudi
- 2019 gorenje preoblikovano iz delniške družbe d.d. v družbo z omejeno odgovornostjo d.o.o.
- 2020 ustanovljeno podjetje Hisense Europe Electronic in pričetek proizvodnje televizorjev za evropski trg v Velenju

## Poslovno letalstvo Gorenje
V gorenju so imeli dolga leta poseben čut za letalstvo, tako so znatno sponzorirali športno letalsko dejavnost in aeroklub Velenje se je leta 1972 preimenoval v Aeroklub Gorenje (to ime je nosil do leta 2012). Letalstvo omogoča nastop pred poslovnimi partnerji, kateremu ni konkurence. Leta 1973 so za poslovno letenje sistema Gorenje kupili letalo Piper PA-34 Seneca I YU-BIL, kasneje pa še kvalitetnejše letalo Piper PA-31P Navajo YU-BKY, ki je že imelo kabino pod tlakom. Leta 1978 je Gorenje kupilo sedem-sedežno reaktivno letalo Cessna 500 Citation I YU-BIA. Leta 1989 so letalo nadomestilo z deset-sedežnim reaktivnim letalom Cessna 550 Citation II YU-BPL (kasnejši registrski oznaki SL-BAC in S5-BAC). Gorenje je letala koristilo za svoje poslovne potrebe, potrebe poslovnih partnerjev in politike. Baza je bila na letališču v Mariboru. Gorenje je s poslovno letalsko dejavnostjo prenehalo leta 1995. Potovanje s poslovnimi letali ima v svetu velik ugled, zato so Gorenje jemali kot resno družbo. Gorenje je bilo eno redkih gospodarskih družb v 1970ih z tako visokim korporativnim poslovnim nivojem in ravno zaradi tega je lahko prodrlo na trge kjer drugi niso bili uspešni. Poslovna letala in s tem osebni stiki so posredno Gorenju odprla marsikatero poslovno priložnost.
| Letalo                 | Hitrost  | Doseg   | reg. št. | Izvor |
| ---------------------- | -------- | ------- | -------- | ----- |
| Piper PA-34 Seneca I   | 340 km/h | 1500 km | YU-BIL   | ZDA   |
| Piper PA-31P Navajo    | 380 km/h | 1800 km | YU-BKY   | ZDA   |
| Cessna 500 Citation I  | 660 km/h | 2400 km | YU-BIA   | ZDA   |
| Cessna 550 Citation II | 740 km/h | 3700 km | S5-BAC   | ZDA   |